# Susann Enders

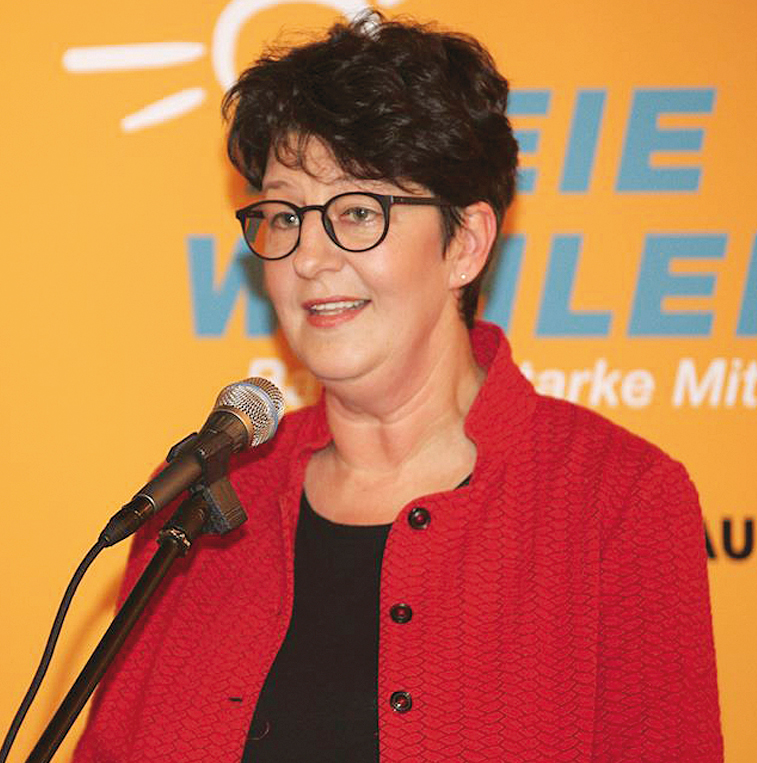
Susann Enders, seit 2018 Landtagsabgeordnete der Freien Wähler

Susann Enders (* 10. Januar 1967 in Quedlinburg) ist eine deutsche Politikerin (Freie Wähler), seit 2018 Abgeordnete im Bayerischen Landtag und Generalsekretärin der Freien Wähler Bayern.

## Werdegang
Susann Enders ist examinierte Krankenschwester und arbeitet seit 1996 als OP-Schwester an der Berufsgenossenschaftlichen Unfallklinik Murnau. Außerdem ist sie als Kinderbuchautorin tätig.
Bei der Landtagswahl am 14. Oktober 2018 erreichte sie im Stimmkreis Weilheim-Schongau 15,3 % der Erststimmen; auf der Liste des Wahlkreises Oberbayern erreichte sie die viertmeisten Stimmen (bei acht Mandaten der Freien Wähler). Enders ist Mitglied des Ausschusses für Gesundheit und Pflege und war bis zur Landtagswahl 2023 Mitglied des Ausschusses für Arbeit und Soziales, Jugend und Familie. Des Weiteren ist sie Mitglied im Landesgesundheitsrat. Für ihre Fraktion ist sie Gesundheitspolitische Sprecherin.
Bei der Landtagswahl am 8. Oktober 2023 erreichte sie im Stimmkreis Weilheim-Schongau 20,7 % der Erststimmen; auf der Liste des Wahlkreises Oberbayern erreichte sie die zweitmeisten Stimmen (bei elf Mandaten der Freien Wähler) und wurde wieder gewählt.
Enders ist seit 11. Mai 2019 Generalsekretärin der Freien Wähler. Hubert Aiwanger, Wirtschaftsminister und Vorsitzender der Freien Wähler, stellte die Landtagsabgeordnete Susann Enders im Rahmen der Landesdelegiertenversammlung in Amberg offiziell als neue Generalsekretärin vor.
Enders wohnt in Weilheim in Oberbayern; sie ist verheiratet, hat drei Kinder und ein Enkelkind.

## Ehrenamt
Enders engagiert sich insbesondere im Bereich der Gesundheits- und Sozialpolitik und des Umweltschutzes. Außerdem setzt sie sich für die Umsetzung von Inklusion und Barrierefreiheit ein. Sie ist seit 1. Mai 2014 Mitglied im Stadtrat von Weilheim und im Kreistag des Landkreises Weilheim-Schongau. Unter anderem ist sie ehrenamtlich als Kreisvorsitzende Oberland des Sozialverbandes VdK und Behindertenbeauftragte von Weilheim tätig. Bei den Freien Wählern ist sie Kreisvorsitzende für Weilheim-Schongau und war stellvertretende Bezirksvorsitzende für Oberbayern.